# Sabin Berthelot
Sabin Berthelot (francès: Sabino Berthelot)  (Marsella, 4 d'abril de 1794 - Santa Cruz de Tenerife, 10 de novembre de 1880) va ser un naturalista, historiador i etnòleg francès.

## Biografia
Sabin Berthelot va néixer en 1794 a la ciutat de Marsella (França), fill del comerciant Jean Augustine Berthelot i de la seva esposa Teresa Eulalia Augier. Es va allistar a la Marina francesa i va servir com guardiamarina durant les guerres napoleòniques. Després de la guerra es va unir a la flota mercant, viatjant entre Marsella i les Índies Occidentals. Entre 1819 i 1820 es va establir a La Orotava (Tenerife) on va arribar a dirigir entre 1824-1826 el Jardí Botànic del Puerto de la Cruz fundat pel Marquès de Villanueva del Prado.
Va desenvolupar una gran labor investigadora a les Canàries, en els camps de la botànica, de la història, de l'antropologia aborigen i de l'etnografia, i això es reflecteix en una sèrie de sòlides publicacions que van contribuir al fet que la comunitat científica europea posés el punt de mira en les singularitats de les illes Canàries.
Amb el seu col·laborador, Philip Barker Webb, recorre les Illes Canàries durant diversos anys -entre 1822 i 1830- recollint dades de camp, que van ser la base per a la publicació de la Histoire Naturelle des Îles Canaries, que en diversos volums i un atles, es va publicar entre 1836 i 1850.
El 1847 va tornar de nou a l'illa com a cònsol de França a les Canàries i, encara que en aquesta segona etapa va viatjar amb freqüència a França, a la península i a altres illes, va anar a Tenerife on va residir la major part del temps. D'aquesta segona estada a Tenerife és la seva obra Antigüedades canarias, publicada a París en 1879, tot just un any abans de la seva mort.
Sabin Berthelot va viure gran part de la seva vida a Tenerife on va conèixer a molta gent i va fer bones amistats, que pertanyen a dues classes diferents: una és la dels tenerifencs com el doctor Domingo Saviñón Yánez, professor de Física a la Universitat de La Laguna, o el marquès de Villanueva del Prado i el seu fill; i una altra, la dels visitants estrangers de pas a l'illa i també francesos residents a les Canàries, com el seu antic associat i fidel amic Alexandre Auber, o Michel Maffiotte.
Es va distingir per la seva col·laboració en el desenvolupament de l'educació, de la indústria, de l'agricultura i del comerç de les Canàries i el 1847 va ser nomenat agent consular interí de França a Santa Cruz de Tenerife, i posteriorment cònsol de primera, el 1874. El 1876 fou nomenat fill adoptiu de Santa Cruz de Tenerife.
El 10 de novembre de 1880 va morir a Santa Cruz de Tenerife i es troba enterrat en el Cementiri de San Rafael y San Roque.

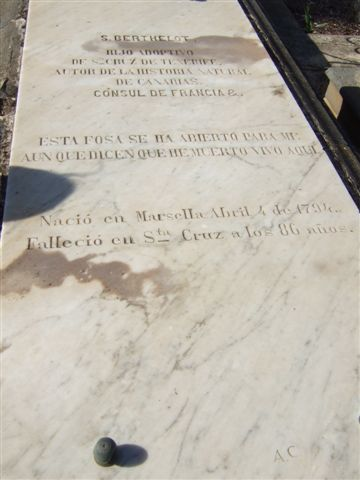
Tomba de Sabin Berthelot en el Cementiri de San Rafael y de San Roque, a Tenerife

## Obres
- Etnografía y Anales de la Conquista de las Islas Canarias [publicada en Francia en 1842]: Santa Cruz de Tenerife, 1978.
- Antigüedades canarias [publicada en Francia en 1879] Santa Cruz de Tenerife, 1980.
- Recuerdos y epistolario : (1820-1880). La Laguna: Instituto de Estudios Canarios, 1980 Primera estancia en Tenerife, 1820-1830. Santa Cruz de Tenerife: Instituto de Estudios Canarios, 1980
- Histoire Naturelle des Îles Canaries [10 volums en gran foli profusament il·lustrats]: París, 1835-1850, en col·laboració amb el botànic anglès Philip B. Webb.

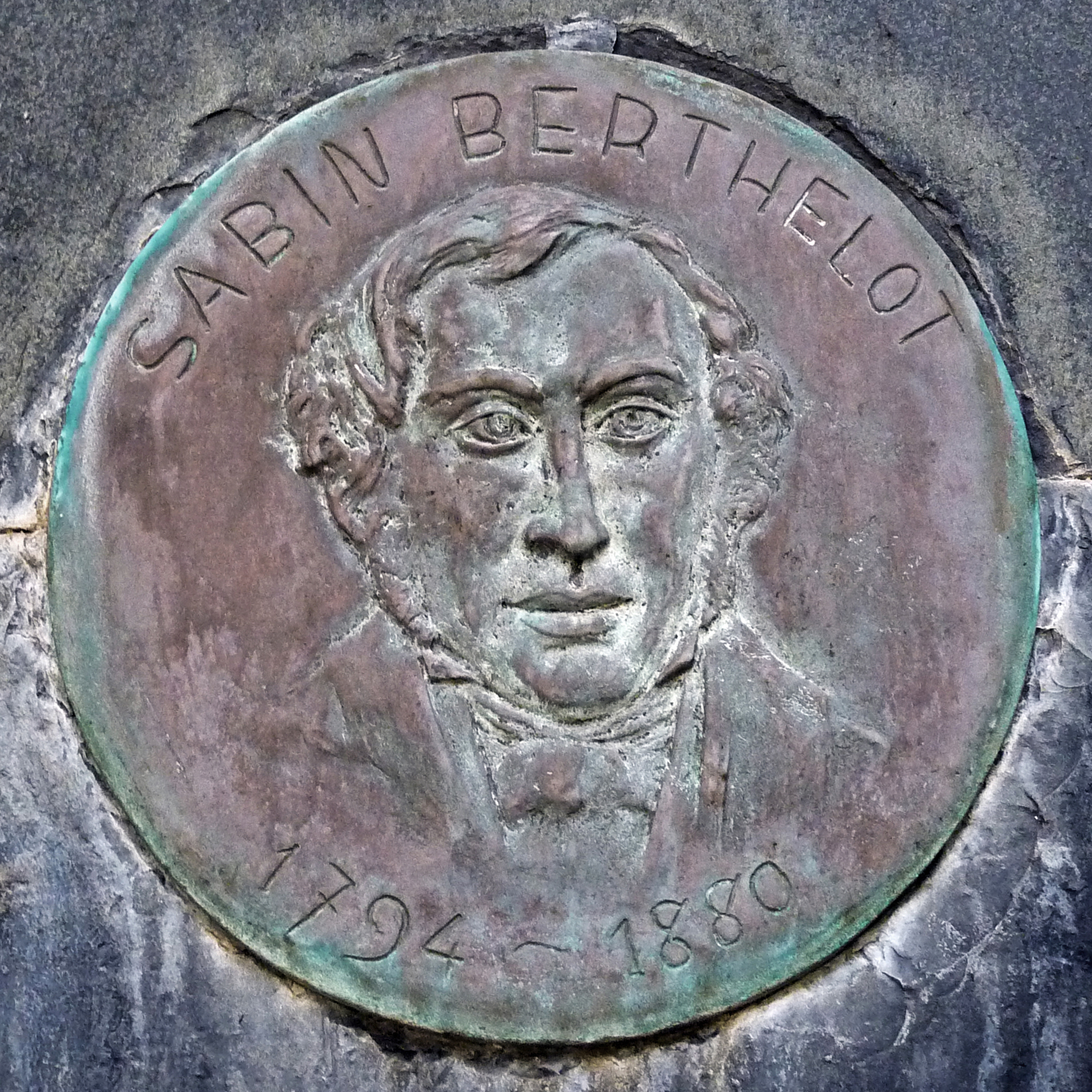
Homenatge a Sabin Berthelot a la Fuente de Los Sabios del Jardí Botànic Veira y Clavijo